# 施中诚

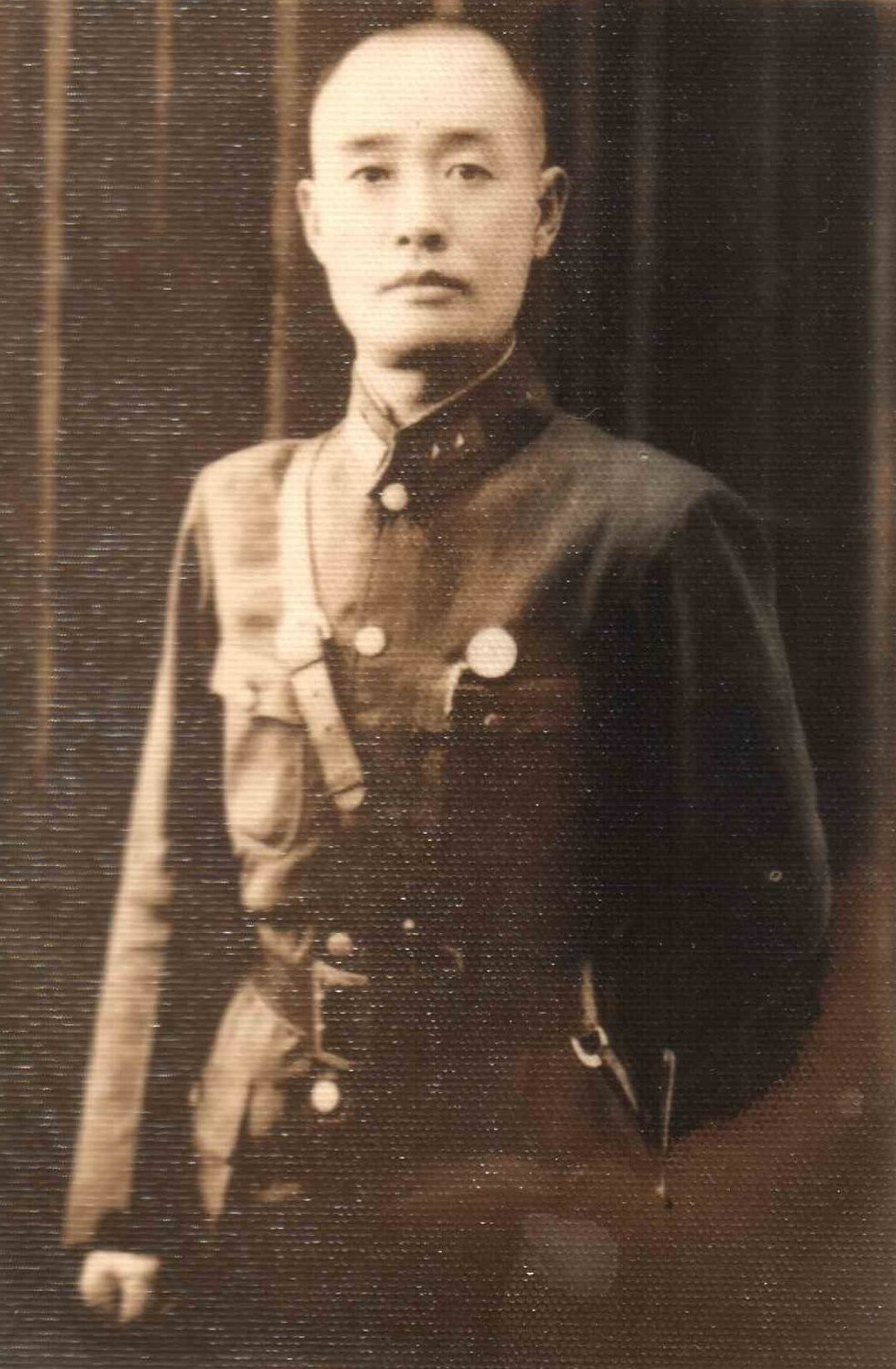

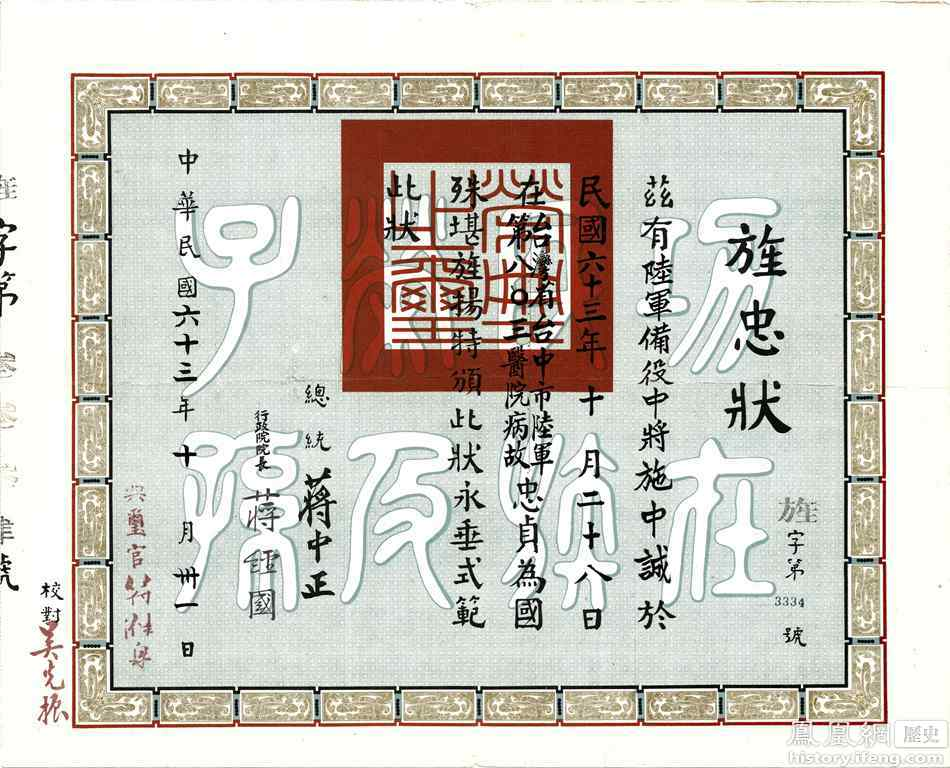
中華民國政府為施中誠所頒旌忠狀

施中诚（1898年—1974年10月28日），字朴如，安徽桐城人，国民革命军及中華民國陸軍中将。
施中诚为施从滨之侄。1920年，入保定将弁学堂。1923年毕业后，在施从滨部下任见习排长。1926年春，生任团长。1929年起，任烟台警备司令、旅长，1937年升任师长。1942年11月，任国军第一百军军长，参与常德会战。1944年2月，调任第七十四军军长，参与长衡会战和湘西会战。1946年3月，任第二十集团军副总司令。1948年3月，任第十一绥靖区副司令兼整编第32师师长。1949年到台湾。1959年，迁居美国洛杉矶。